# William Theodore Heard
William Theodore Heard (24 de fevereiro de 1884 - 16 de setembro de 1973) foi um cardeal na Igreja Católica Romana.

## Vida
Ele nasceu em Edimburgo, o filho mais velho do Rev. Dr. William Augustus Heard (1847-1921), um chefe do Fettes College, e sua esposa, Elizabeth Tamar Burt (que morreu quando William Theodore tinha apenas quatro anos). Eles moravam em Carrington House, no Comely Bank, uma das pensões da escola. 
Ele foi educado na Fettes College, da qual seu pai era então o diretor, um papel que ele continuou por 30 anos, de 1887 até 1912. Ele então estudou divindade no Balliol College, em Oxford , onde ele também remava. Ele foi batizado condicionalmente em 9 de agosto de 1910 pelo padre Stanislaus St John SJ na Farm Street Igreja da Imaculada Conceição em Mayfair, no centro de Londres e, sendo assim reconciliado com a Igreja Católica, ele foi então confirmado. Em 1913 ele foi aceito como candidato ao sacerdócio pelo Bispo (posteriormente Arcebispo) Peter Amigo de Southwark, sendo seu pedido para ser um padre estudantil da Arquidiocese de Saint Andrews e Edimburgo tendo sido ignorado pelo Arcebispo Smith - seja intencionalmente ou por omissão. não claro. Ele estudou na Pontifícia Universidade Gregoriana, em Roma, onde obteve seu doutorado em filosofia em 1915 e seus doutorados em teologia e direito canônico em 1921.
Foi ordenado sacerdote aos 34 anos na Basílica Patriarcal de Latrão (a Catedral do Papa como bispo de Roma) em 30 de março de 1918, por Basilio Pompilj, cardeal bispo de Velletrie Segni, vigário geral do Papa para Roma. Ele atuou como confessor para os estudantes do Venerável Colégio Inglês, Roma, 1918-1921 e novamente 1927-1960. Em 1921 foi nomeado curador na paróquia da Santíssima Trindade em Dockhead, Bermondsey. Foi nomeado prelado nacional pelo Papa Pio XI em 30 de setembro de 1927 e no dia seguinte, 1º de outubro de 1927, foi nomeado auditor do Tribunal da Rota Romana (a parte judicial da Cúria Romana), que atua como Supremo Tribunal de Apelação na administração da lei canônica da Igreja Católica Romana. Em 1958 foi nomeado reitor da Santa Rota Romana (ou seja, o equivalente do chefe de justiça) e foi elevado a cardeal um ano depois, quando foi nomeado cardeal diácono da igreja titular de San Teodoro. Ele foi um dos raros exemplos modernos de um cardeal que não era bispo. Este foi corrigido depois de três anos, quando, em 19 de abril de 1962, ele foi nomeado bispo do ver titularde Feradi Maius e consagrado bispo pelo Papa João XXIII na mesma Basílica Patriarcal de Latrão, na qual foi ordenado sacerdote quarenta e quatro anos antes. Frequentou o Concílio Vaticano II, de 1962 a 1965, e participou do conclave de 19 a 21 de junho de 1963, que elegeu o arcebispo de Milão, cardeal Giovanni Battista Montini, para ser o papa Paulo VI.
Durante vários anos, no final dos anos 1950 e início dos anos 1960, o cardeal Heard, que - apesar do sentimento de rejeição pela Igreja escocesa por não tê-lo aceito como aluno do sacerdócio - nunca esqueceu seu nascimento e herança escoceses, deu seu tempo livremente. servir como confessor externo aos estudantes do Colégio Escocês de Roma, particularmente durante a temporada de verão, quando os estudantes migraram para a vila universitária em Marino.
Em 1970, foi elevado a cardeal sacerdote de San Teodoro, como é costume dos cardeais diáconos, depois de servir por dez anos nessa qualidade.
Em 1º de janeiro de 1971, o novo governo do papa Paulo VI aboliu o direito dos cardeais com mais de 80 anos de participar do conclave entrou em vigor, e o cardeal Heard, que já tinha quase 87 anos, perdeu imediatamente seus direitos eleitorais.
Ele teve um longo declínio agravado pela falha de visão e audição, e sua morte aos 89 anos foi natural e dificilmente surpreendente. Ele morreu na clínica de S. Stefano Rotondo, dirigida pelas freiras azuis, na manhã de domingo, 16 de setembro de 1973, aos 89 anos. Seu funeral aconteceu no transepto direito da Basílica de São Pedro, no Vaticano,  e ele foi enterrado no cemitério Campo Verano, em Roma.
Que seu funeral não tenha ocorrido no Scots College  certamente fala volumes silenciosos sobre uma dor privada da qual nem ele nem nenhum de seus contemporâneos deixaram nenhum registro público.
É suficiente dizer que em toda a sua vida - e certamente quando ele foi elevado ao Sacred College - toda a imprensa britânica se referia a ele como "o primeiro cardeal escocês desde a Reforma".